# 弗洛伊德·朗恩斯伯里
弗洛伊德·格倫·朗恩斯伯里（英語：Floyd Glenn Lounsbury，1914年4月25日—1998年5月14日），生於美國威斯康辛州，人類學家、語言學家以及刻文學家，以研究北美及南美洲的古代語言而聞名。他對於前哥倫布時期中美洲馬雅文明的貢獻卓越，為一名重要學者。